# Glynn County
Glynn je okres (county) amerického státu Georgie založený v roce 1777. Správním střediskem je město Brunswick. Leží na jihovýchodě Georgie, u pobřeží Atlantského oceánu.

## Sousední okresy
- sever – McIntosh County
- severozápad – Wayne County
- západ – Brantley County
- jihozápad – Camden County